# Morrhårsblomster
Morrhårsblomster (Polanisia dodecandra) är en paradisblomsterväxtart som först beskrevs av Carl von Linné, och fick sitt nu gällande namn av Dc. Morrhårsblomster ingår i släktet morrhårsblomstersläktet, och familjen paradisblomsterväxter. Arten förekommer tillfälligt i Sverige, men reproducerar sig inte.

## Underarter
Arten delas in i följande underarter:
- P. d. dodecandra
- P. d. riograndensis
- P. d. trachysperma

## Bildgalleri

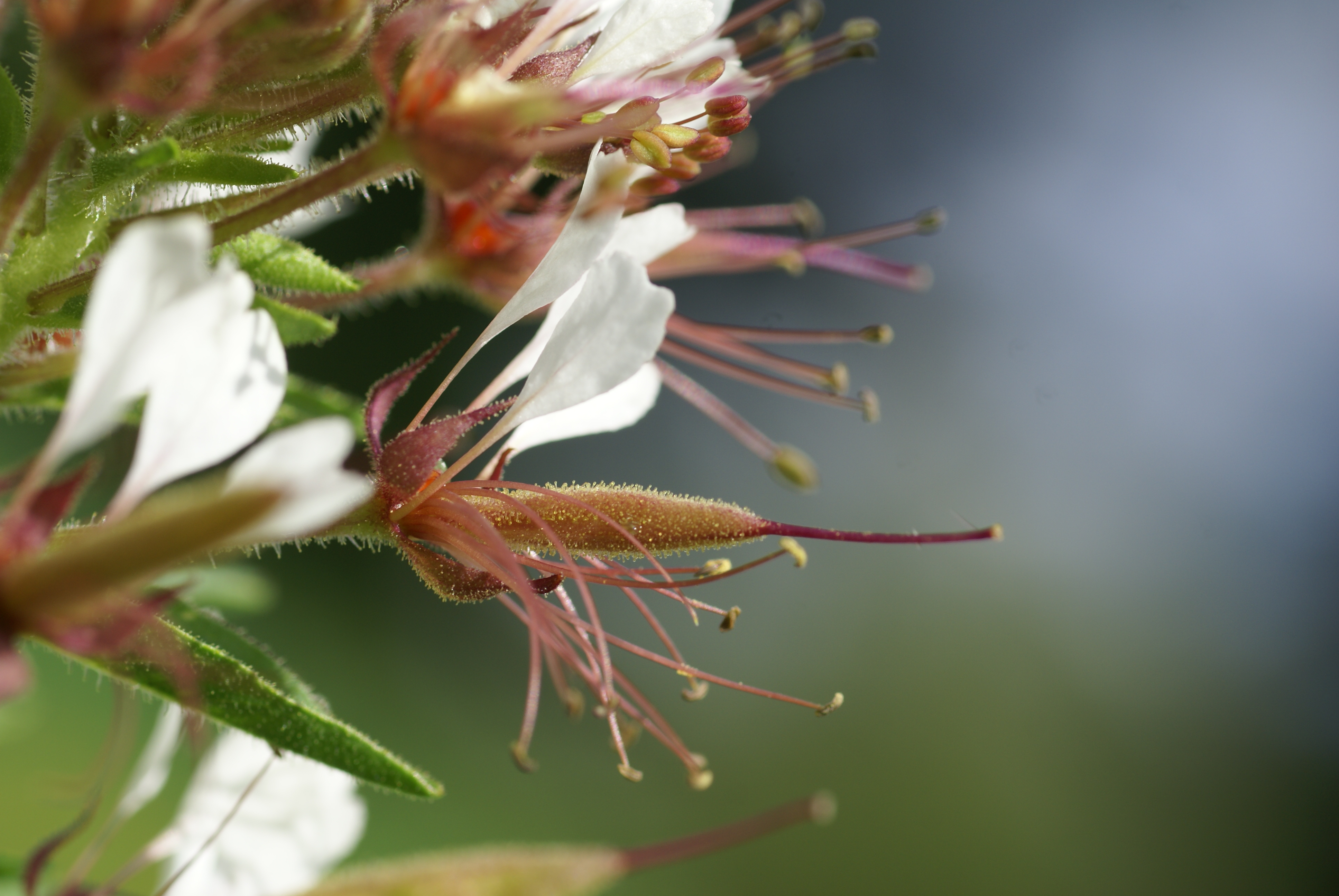
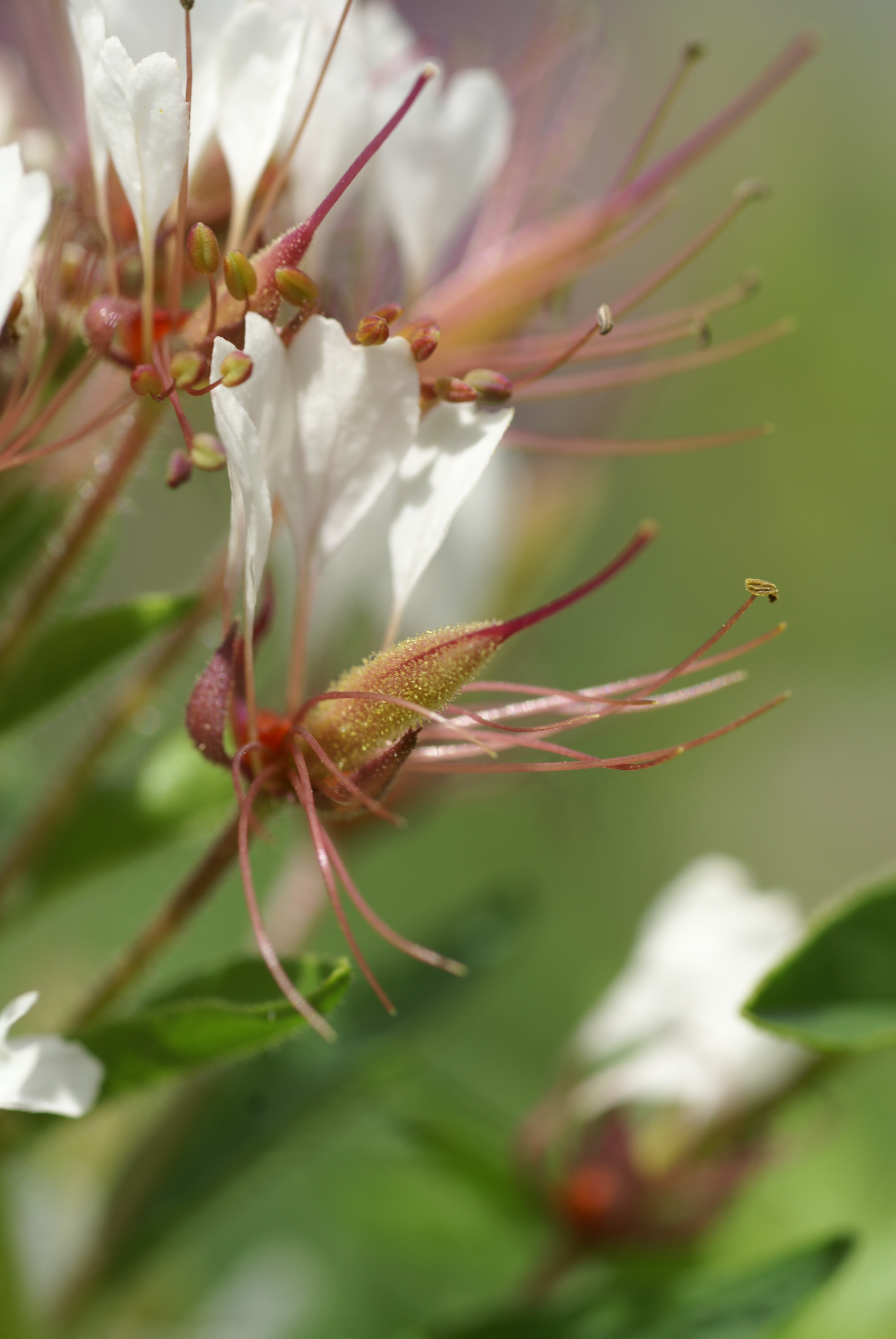
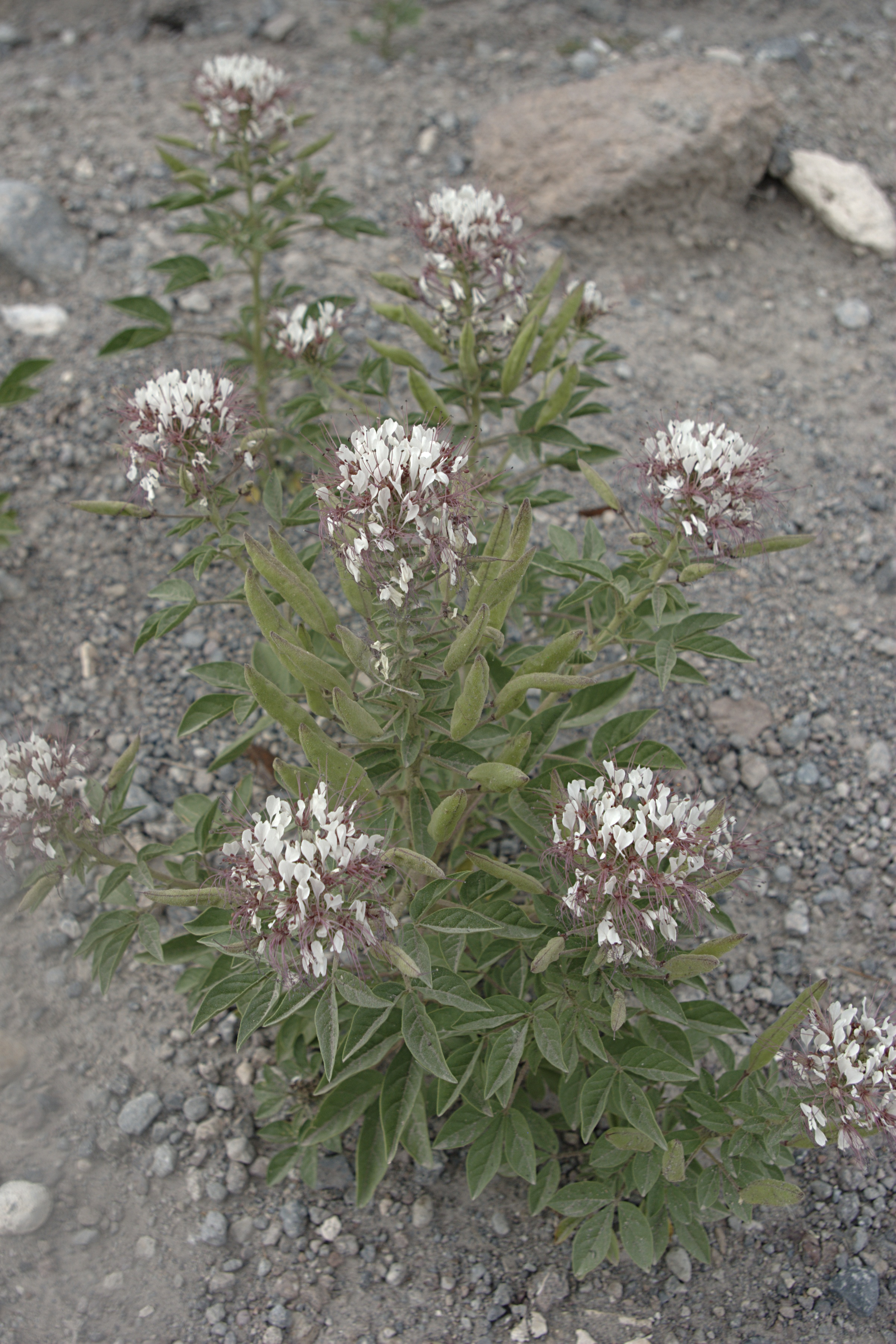
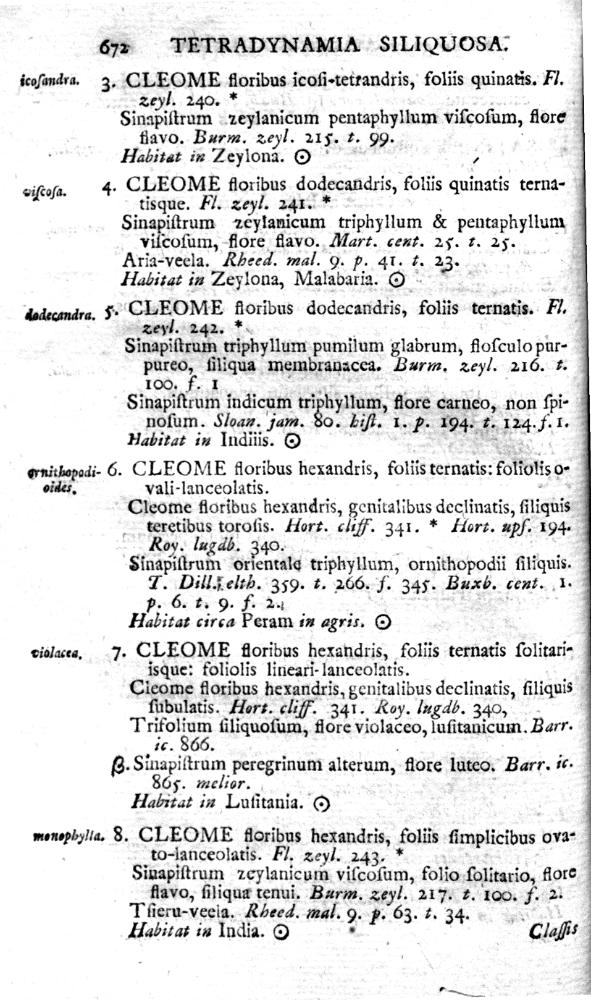
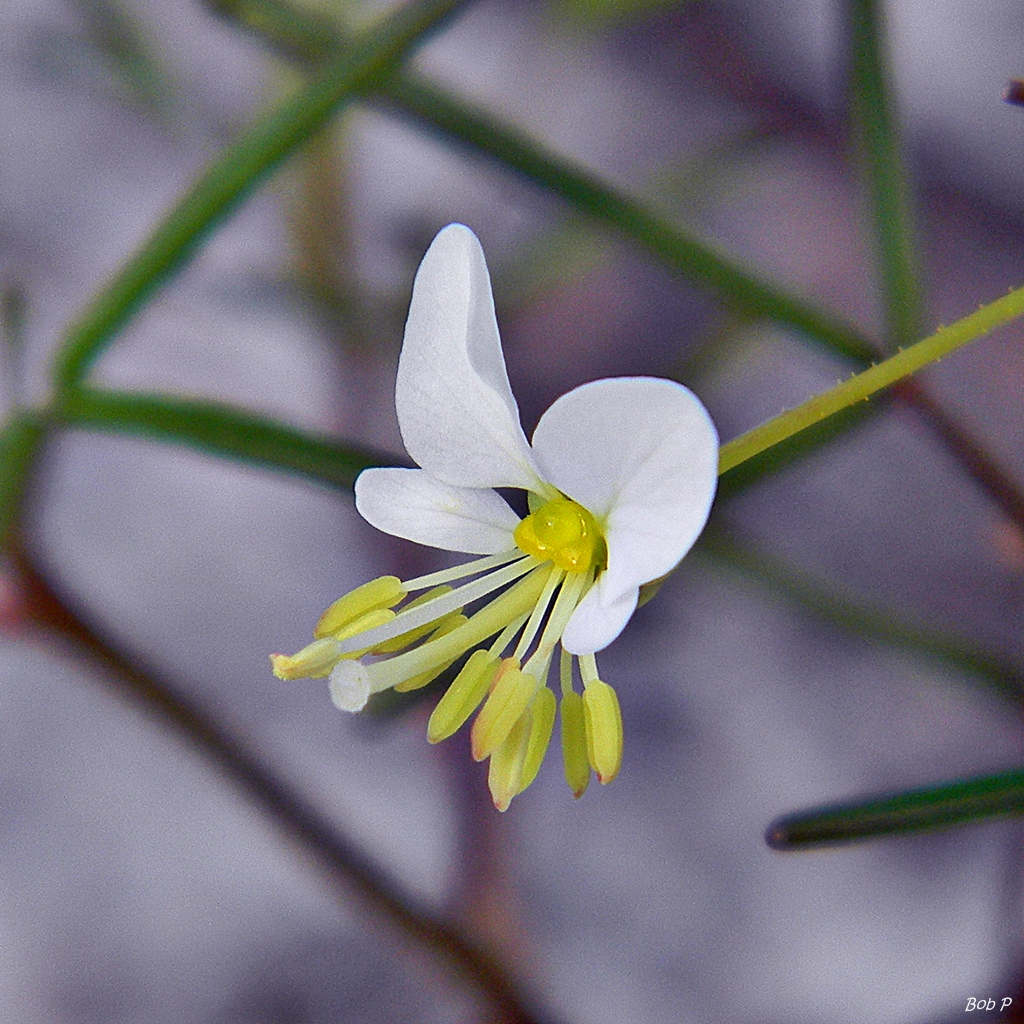
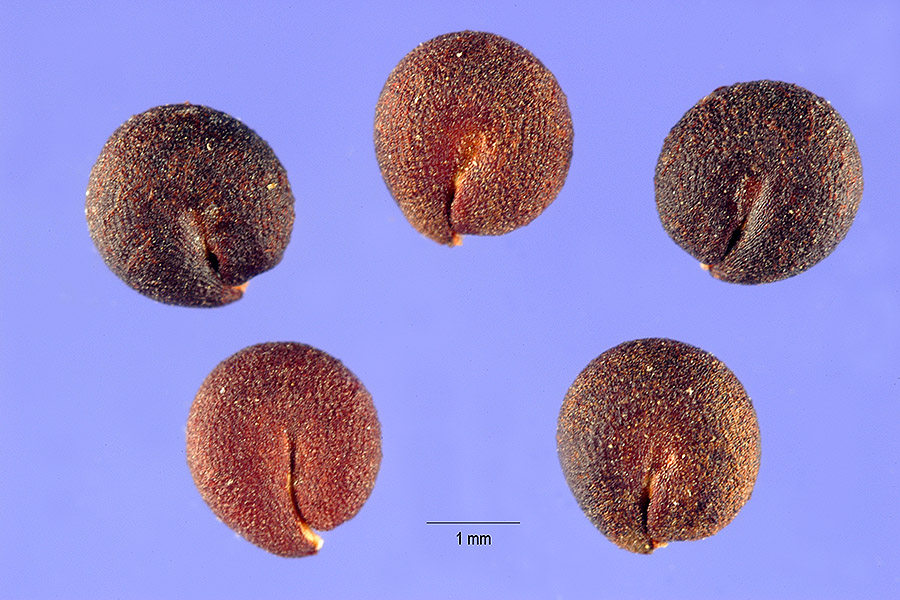